# Isaiah D. Clawson

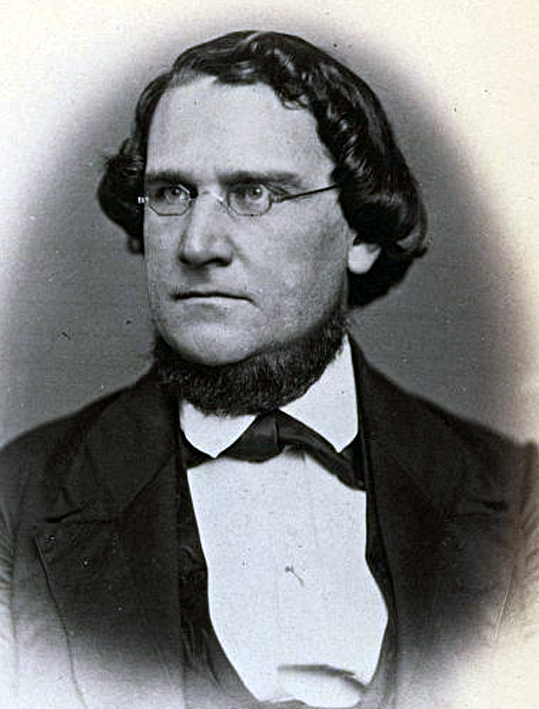
Isaiah D. Clawson (1859)

Isaiah Dunn Clawson (* 30. März 1822 in Woodstown, Salem County, New Jersey; † 9. Oktober 1879 ebenda) war ein US-amerikanischer Politiker. Zwischen 1855 und 1859 vertrat er den Bundesstaat New Jersey im US-Repräsentantenhaus.

## Werdegang
Isaiah Clawson besuchte das Delaware College in Newark (Delaware) und das Lafayette College in Easton (Pennsylvania). Danach studierte er bis 1840 am Princeton College. Nach einem anschließenden Medizinstudium an der University of Pennsylvania in Philadelphia und seiner 1843 erfolgten Zulassung als Arzt begann er in Woodstown in diesem Beruf zu arbeiten. In den 1850er Jahren schloss er sich der kurzlebigen Opposition Party an. 1854 war er Abgeordneter in der New Jersey General Assembly.
Bei den Kongresswahlen des Jahres 1854 wurde Clawson im ersten Wahlbezirk von New Jersey in das US-Repräsentantenhaus in Washington, D.C. gewählt, wo er am 4. März 1855 die Nachfolge von Nathan T. Stratton antrat. Nach einer Wiederwahl konnte er bis zum 3. März 1859 zwei Legislaturperioden im Kongress absolvieren. Diese waren von den Ereignissen im Vorfeld des Bürgerkrieges geprägt. Noch während seiner ersten Legislaturperiode im Kongress wechselte Isaiah Clawson zur 1854 gegründeten Republikanischen Partei, als deren Kandidat er 1856 wiedergewählt wurde.
Im Jahr 1858 verzichtete Clawson auf eine weitere Kongresskandidatur. Nach dem Ende seiner Zeit im US-Repräsentantenhaus arbeitete er wieder als Arzt in Woodstown, wo er am 9. Oktober 1879 verstarb.